# Cătrunești, Ialomița
Cătrunești este un sat în comuna Sinești din județul Ialomița, Muntenia, România.